# Claude-Henry Feydeau de Marville
Pour les articles homonymes, voir Feydeau (homonymie) et Marville.
Claude-Henry Feydeau de Marville (né le 27 juin 1705 et mort le 2 janvier 1787) est un administrateur français. Il fut notamment lieutenant général de police (1740-1747), conseiller d'État, conseiller royal des Finances et directeur général des Économats.

## Biographie
Claude-Henry Feydeau de Marville, chevalier, seigneur et comte de Gien, marquis de Dampierre, est issu de la famille Feydeau, ancienne et illustre famille de magistrats et d'officiers royaux. Il appartient à la même famille que Paul Esprit Feydeau de Brou.

### Carrière
Claude-Henry Feydeau de Marville succéda le 21 décembre 1739 à son beau-père, René Hérault, comme lieutenant général de police de Paris. Il fut remplacé le 27 mai 1747 par Nicolas René Berryer, protégé de Madame de Pompadour.

### Famille
Fils de Claude Feydeau (v. 1638 - 1723), seigneur de Marville, lieutenant aux gardes françaises puis des chevau-légers, qui fut à la cour titulaire de la charge de maître de la garde-robe de la Princesse palatine, et de Bonne Courtin de La Beuvrière (1663-1735), dame de Bois-Barry de Dampierre.
Il épousa le 23 juillet 1738, en l'église Saint-Nicolas-des-Champs à Paris, Louise-Adélaïde Hérault (1722 ou 1726-1754), dame d'Epône et de Mézières, fille de René Hérault, lieutenant général de police, et de sa première épouse, Marguerite Durey de Vieuxcourt. Ils eurent pour enfants : 
- Jeanne-Louise-Bonne-Adélaïde Feydeau de Marville (1739-1754) ;
- Claude-Jean-Baptiste Feydeau de Marville (1743-1743) ;
- Adélaïde-Louise-Olympe Feydeau de Marville (1744-1754) ;
- Esprit-Charles-Henri Feydeau de Marville (1746-1749).

Le "lieu, fief et métairie" de Marville (Sougy en Orléanais), entré dans sa famille en 1594 et dont il continua à porter le nom, avait été vendu par son père en 1716.
Claude-Henry Feydeau de Marville avait hérité du marquisat de Dampierre-en-Burly de sa mère. Il acquit par ailleurs le comté de Gien en 1736. Ayant perdu ses enfants et sans héritier direct, il léga ces deux importants domaines à son lointain neveu Charles-Henri Feydeau (1754-1802), marquis de Brou, à l'occasion de son mariage en 1778 avec Marie-Gabrielle-Olive de Lamoignon.

### Autre
Claude-Henry Feydeau de Marville reçut les honneurs des Entrées de la chambre du roi en 1766. Il assista à Reims en 1775 au sacre de Louis XVI en tant que conseiller d'Etat.